# Eugivenius
Eugivenius är ett släkte av skalbaggar. Eugivenius ingår i familjen vivlar.
Kladogram enligt Catalogue of Life:
| Eugivenius | \| \| Eugivenius cribrosus \| \| \| \| |
|            | \| \| Eugivenius cribrosus \| \| \| \| |
|            | Eugivenius cribrosus                   |
|            |                                        |